# Chase Tower (Phoenix)
A Chase Tower (anteriormente conhecida como Valley Center e Bank One Center) é um arranha-céu de 40 andares e 147 m (483 ft) de altura, localizado em Phoenix, Arizona. Atualmente, é o prédio mais alto do estado do Arizona. Construído em 1972. Foi originalmente construído para o Vallley National Bank, com o qual o Bank One fundiu em 1993. O Bank One fundiu-se com a Chase em 2005 e o edifício foi renomeado em dezembro de 2005. O edifício tem 40 andares, mas o piso ocupacional mais alto é o 38º. Não existe mais uma área de observação pública no 39º andar da Chase Tower; Foi fechado durante a reconstrução e construção nos andares superiores.
A torre ocupa um bloco inteiro da cidade. A pegada é semelhante a um trevo de 3 folhas e seu caule. O caule é o núcleo do elevador estreito na fachada sul. Tem uma textura áspera e concreta e é a parte mais alta da torre. O exterior restante é uma parede de cortina de painel de vidro. A folha ocidental, ou asa, fica no 34° andar, seguido da ala norte no 38º andar e a asa leste no 36º andar. Ao contrário de muitos arranha-céus tradicionais com espaço para varejo no piso térreo, o acesso à torre é através de um restaurante subterrâneo, situado a uma distância relativamente grande das ruas fronteiriças.

## História
O prédio foi projetado pela proeminente firma de arquitetura de Los Angeles, Welton Becket and Associates (agora Ellerbe Becket), com os arquitetos associados locais Guirey, Srnka, Arnold & Sprinkle. Após a conclusão, a torre marcou o início de um investimento renovado no centro de Phoenix, que duraria quase vinte anos, até que a crise da poupança e do empréstimo provocou o acidente imobiliário de 1989. Localizado no 201 North Central Avenue, a torre foi renovada em 2003 para acomodar 800 funcionários adicionais do Bank One.
Em março de 2007, a Chase Tower foi vendida por US$ 166,9 milhões, o preço mais alto pago por um prédio de escritórios em Phoenix.